# Марано-ді-Вальполічелла
Марано-ді-Вальполічелла (італ. Marano di Valpolicella, вен. Marano de Valpołiceła) — муніципалітет в Італії, у регіоні Венето,  провінція Верона.
Марано-ді-Вальполічелла розташоване на відстані близько 430 км на північ від Рима, 115 км на захід від Венеції, 14 км на північний захід від Верони.
Населення — 3137 осіб (2014).
Щорічний фестиваль відбувається 29 червня. Покровитель — Петро (апостол).

## Демографія
Населення за роками:

Станом на 1 січня 2023 року в муніципалітеті офіційно проживало 109 іноземців з 34 країн, серед них 54 громадяни країн Євросоюзу та 5 громадян України.

## Сусідні муніципалітети
- Фумане
- Неграр
- Сан-П'єтро-ін-Каріано
- Сант'Анна-д'Альфаедо